# Greenwood County, South Carolina
Greenwood County är ett administrativt område i delstaten South Carolina, USA. År 2010 hade countyt  69 661 invånare. Den administrativa huvudorten (county seat) är Greenwood.

## Geografi
Enligt United States Census Bureau har countyt en total area på 1 199 km². 1 181 km² av den arean är land och 18 km² är vatten.

### Angränsande countyn
- Laurens County, South Carolina - nord
- Newberry County, South Carolina - nordöst
- Edgefield County, South Carolina - sydöst
- Saluda County, South Carolina - sydöst
- McCormick County, South Carolina - sydväst
- Abbeville County, South Carolina - väst